# 佩里纳尔多
佩里纳尔多（義大利語：Perinaldo），是意大利因佩里亚省的一个市镇。总面积21.04平方公里，人口888人，人口密度42.2人/平方公里（2009年）。ISTAT代码为008040。

## 友好城市
- 法國图尔沃
- 古巴布埃伊阿里瓦